# باليمز

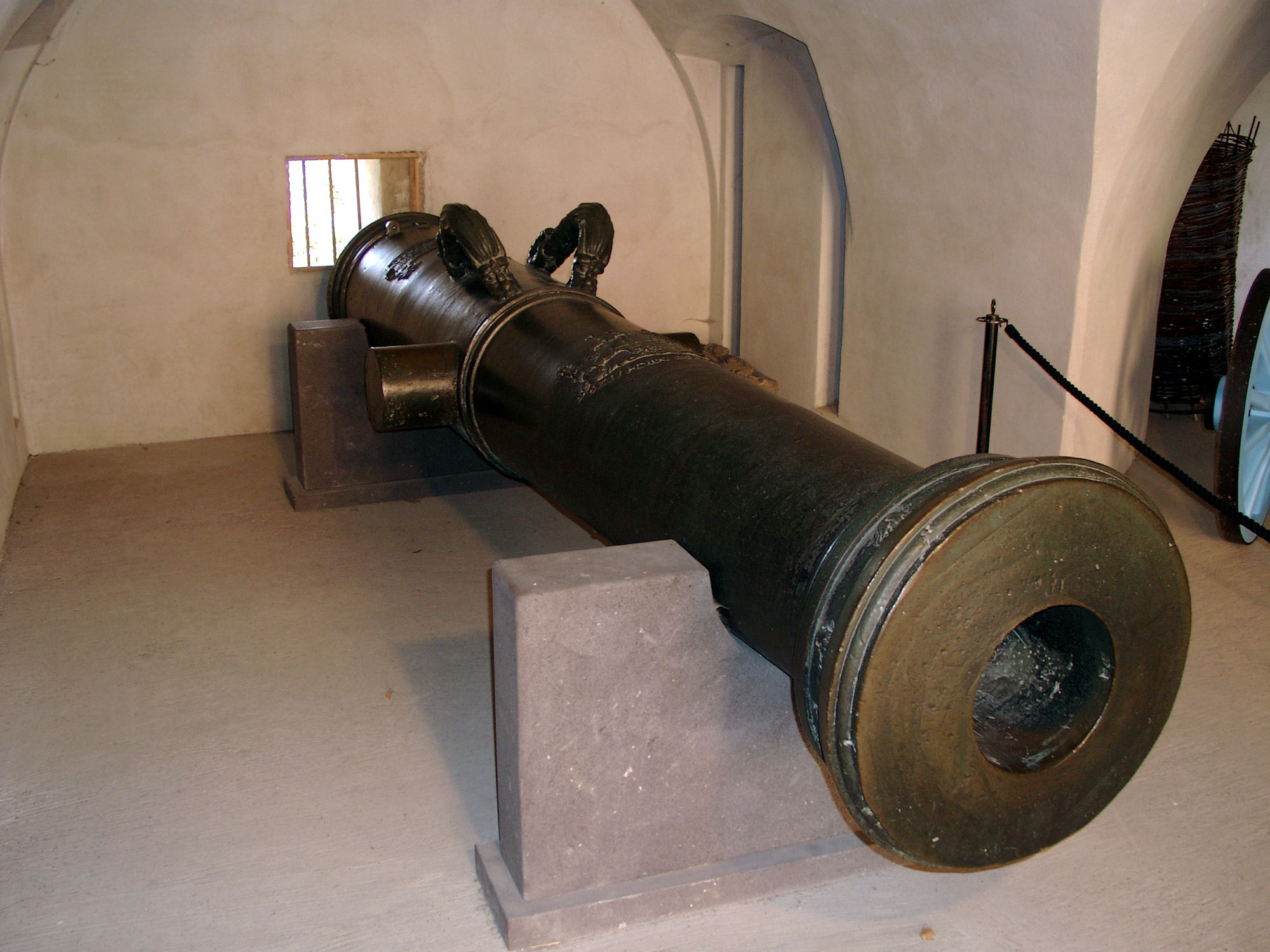

الباليمز هي أكبر المدافع المستعملة لدى العثمانيين قدميا.
كان يصلح لضرب القلاع على الغالب. والكلمة أصلها إيطالية، محرفة من كلمة «Pallamezza».